# Зальцкаммергут

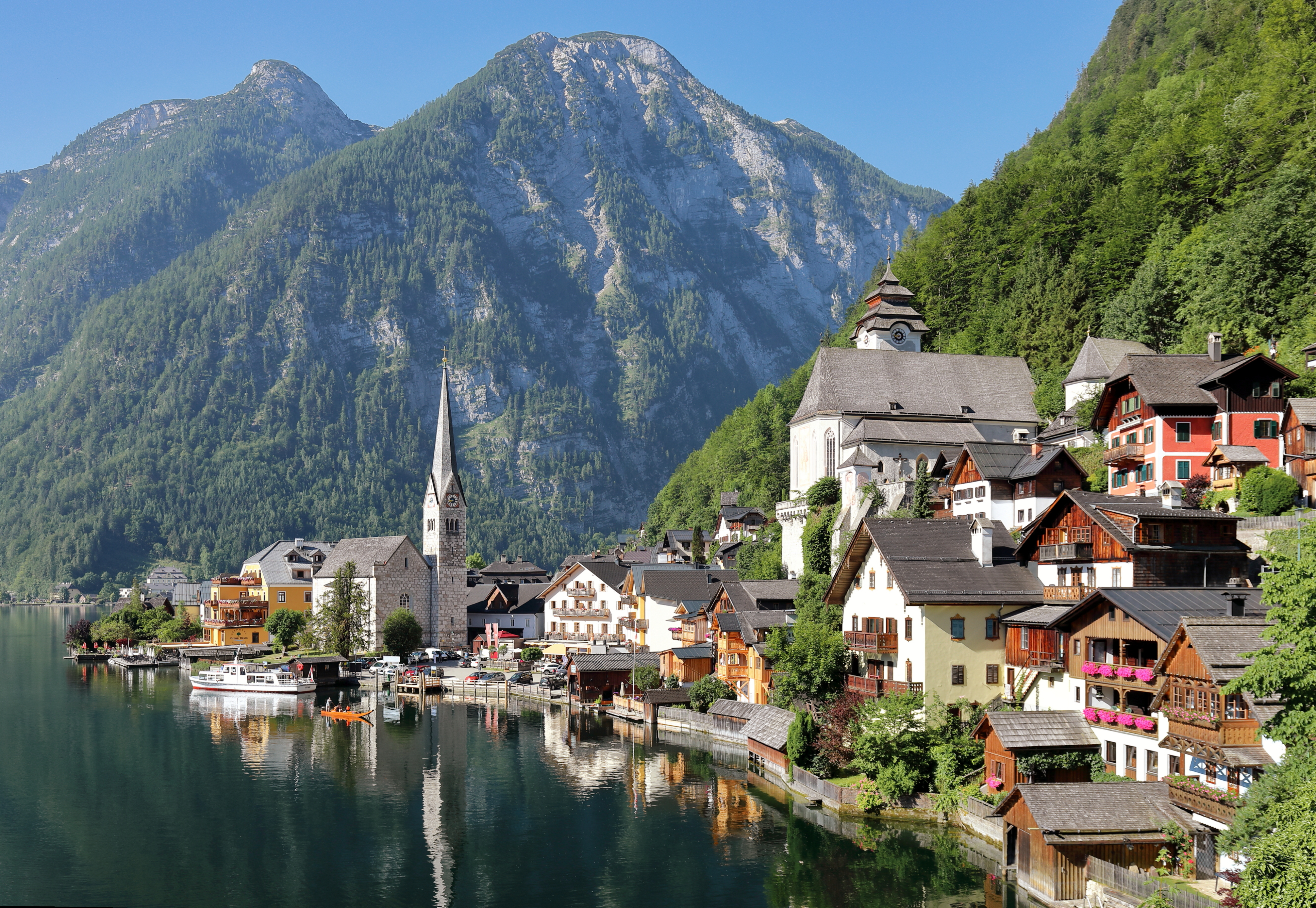
Вид на Гальштат

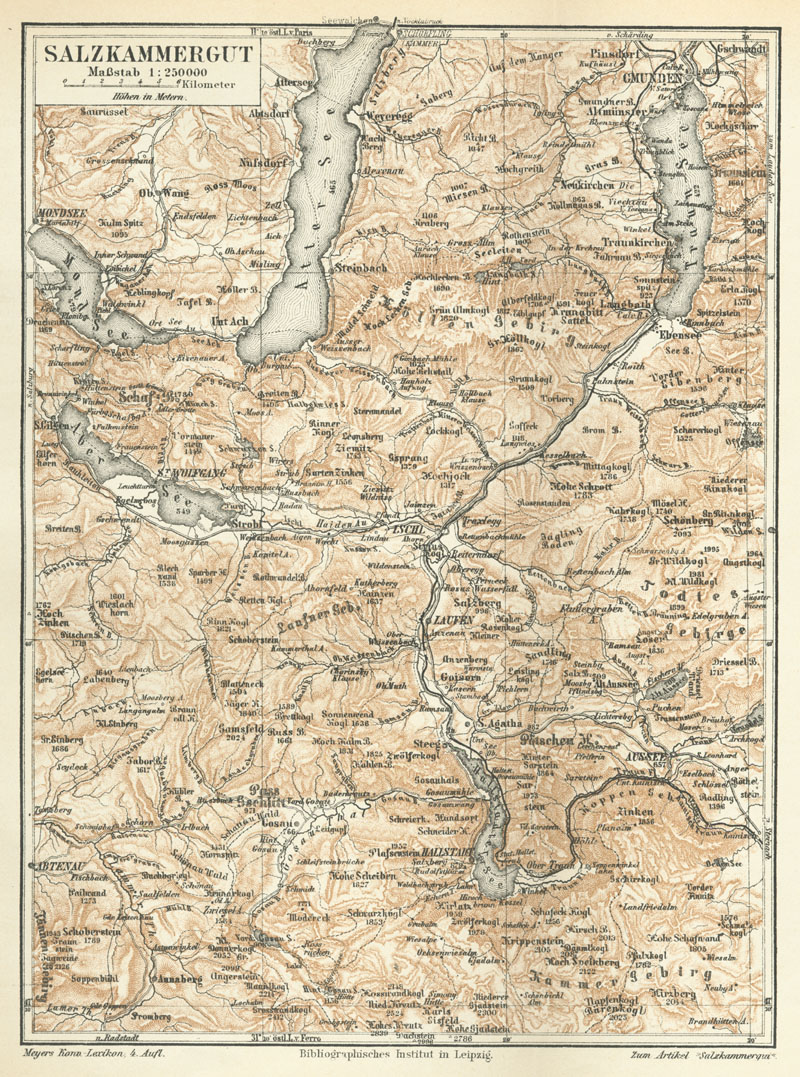
Мапа 1895 р. (Енциклопедичний словник Мейєра), показує місцевість між та, центр у Бад-Ішлі

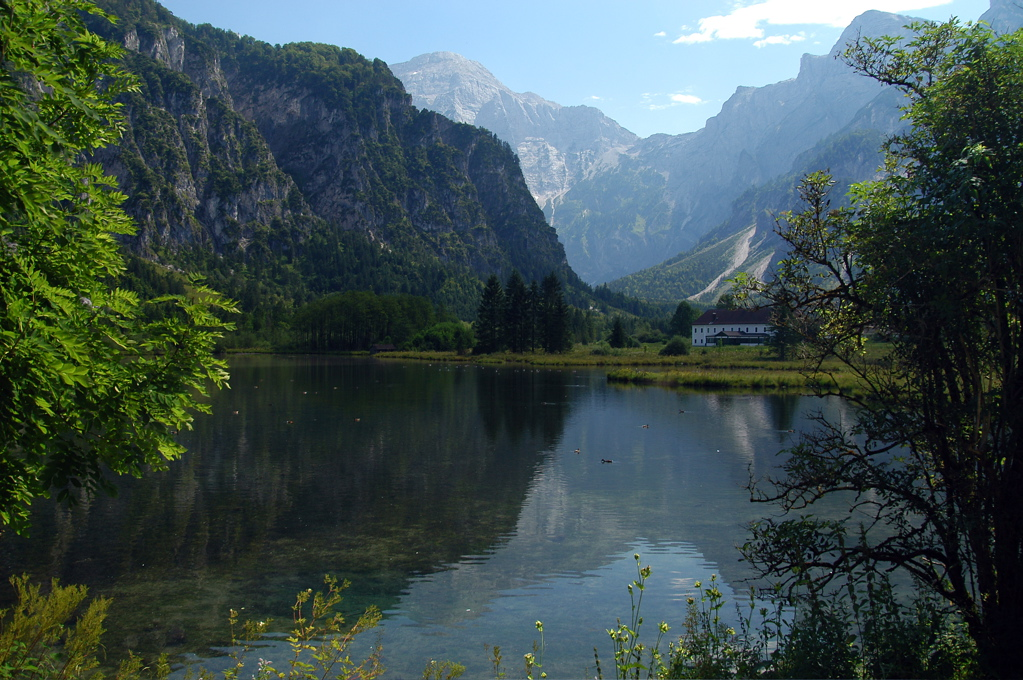
Озеро Альмзее в Зальцкаммерґуті

Зальцкаммерґут (австрійська німецька: [ˈsaltskamɐɣuːt]; Німецька: [ˈzaltskamɐɡuːt] ( прослухати); центр.-бавар. Soizkaumaguad (нім. Salzkammergut) — історична область в Австрії на схід від Зальцбурга, на території федеральних земель Верхня Австрія (72 %), Зальцбург (12 %) і Штирія (16 %). Багатий на озера гірський край в долині річки Траун — права притока Дунаю. Традиційне місце туризму.
Назва Зальцкаммерґут, буквально майно Соляною палати, нагадує про часи, коли навколишні соляними шахтами керувала імперська адміністрація з Відня. 1997 року район міста Гальштат і гора Дахштайн увійшли до списку Світової спадщини ЮНЕСКО, як за критерієм виняткового природного ландшафту, так і за його роль у розвитку людства — соляні шахти Зальцкаммерґута розроблялись, починаючи з другого тисячоліття до н. е.

## Географія
Ландшафт області визначає річкова система Трауна із 76 великими й малими озерами, а також навколишні гори — Дахштайн, Мертві гори й Печерні гори. Три основних ландшафти Зальцкаммерґута — альпійські передгір'я (північ), середньогір'я (Mittelgebirge) і, власне, альпійське високогір'я. Зальцкаммерґут було сформовано льодовиком, ізольовані ділянки якого під час останнього потепління утворювали озера й високогірні болота. У вапнякових гірських масивах поширені печери, в тому числі печера Гірлац загальною довжиною 96 км.
Зальцкаммергут не є офіційним адміністративним поділом Австрії і як такий не має чітких кордонів. Історичний термін стосувався не регіону, а конкретних володінь (соляних копалень) Габсбурзької монархії в межах регіону. Проте із 2002 року існує чітко визначений Tourismusregion Salzkammergut, який продається компанією Salzkammergut Tourismus-Marketing GmbH, розташованою в Бад-Ішлі. Згідно з визначенням цієї компанії, Зальцкаммергут як туристичний регіон включає 58 муніципалітетів у трьох австрійських землях, більшість у Верхній Австрії (райони Гмунден і Феклабрук), окрім менших частин Штирії та Зальцбургу. Salzkammergut Tourismus-Marketing GmbH ділить регіон Зальцкаммергут на десять субрегіонів таким чином:
- Ausseerland: Бад-Аусзее, Штирія
- Ferienregion Wolfgangsee: Вольфгангзее, Зальцбург
- Urlaubsregion Fuschlsee: Фушльзее, Зальцбург
- Ferienregion Dachstein Salzkammergut: Галльштеттерзее, Бад-Гойзерн, Галльштатт, Обертраун та Гозау, Верхня Австрія
- Ferienregion Traunsee: Траунзее, Верхня Австрія
- Ferienregion Attersee: Аттерзее, Верхня Австрія
- MondSeeLand – Mondsee/Irrsee: Мондзее (місто), Мондзее, Іррзее, Верхня Австрія
- Ferienregion Bad Ischl: Бад-Ішль, Верхня Австрія
- Ferienregion Attergau: Аттерґау, Верхня Австрія
- Ferienregion Almtal: Альмталь, Верхня Австрія

## Історія

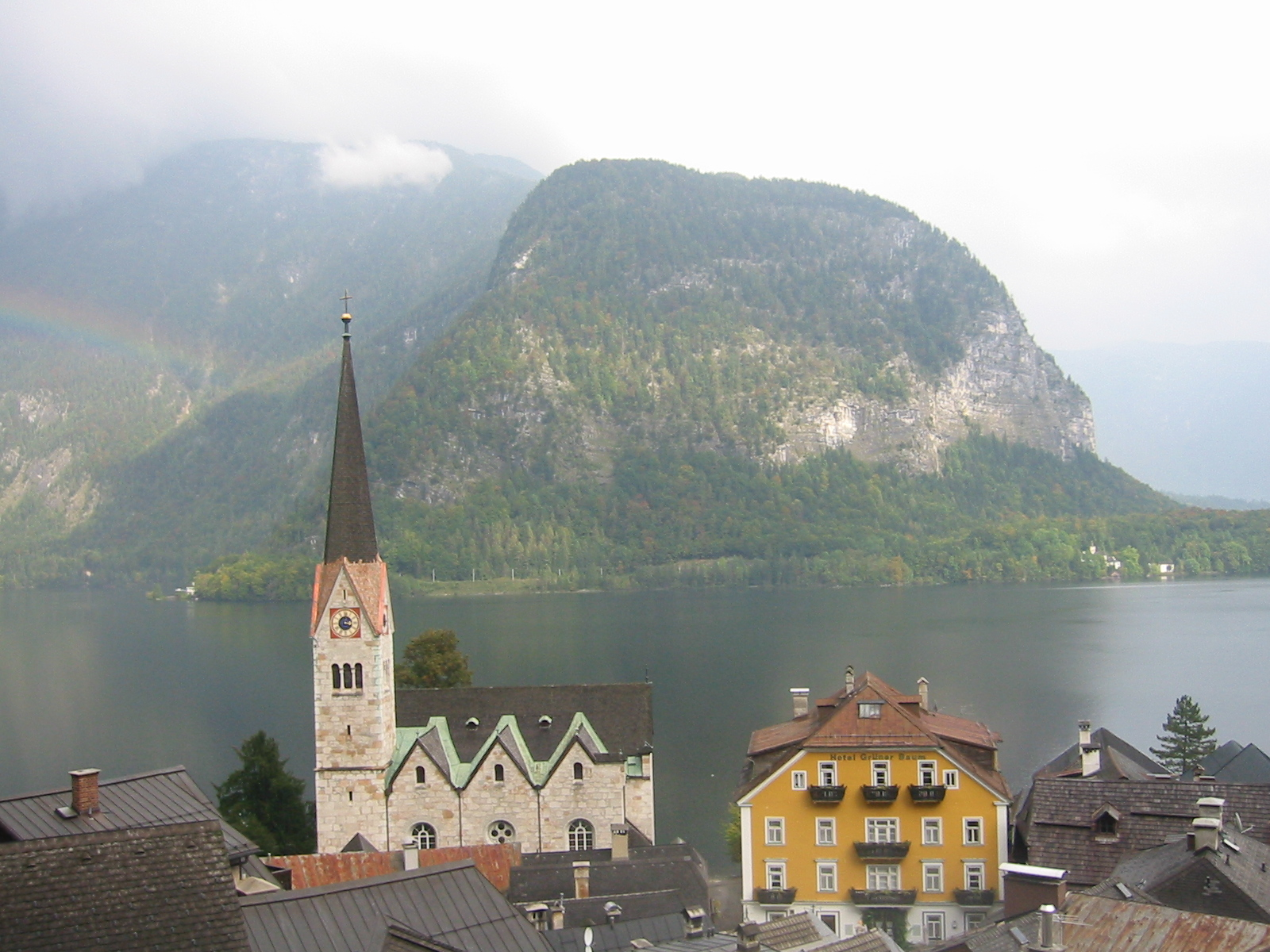
Гальштат і Гальштатське озеро

Найбільш давня культура, відома в Зальцкаммерґуті — мондзейська культура, яка датується 3600-3300 роками до н. е. Мондзейські поселенці зводили будинки на воді й уміли обробляти мідь. Добре вивчена Гальштатська археологічна культура, 900—400 роки до н. е. Названа за Гальштатом у Зальцкаммерґуті, ця культура широко представлена від північної Франції до Албанії (варіант гальштатської культури в Угорщині та Західній Україні відомий як Гава-голіградська культура).
Приблизно із 530 року баварські племена заселили регіон із заходу, вони зустріли альпійських слов’ян, які рухалися на північ через долину Енс і через гори Дахштайн. Із 900 року торгівля сіллю знову задокументована вздовж річки Траун, коли територія була частиною регіону Траунгау німецького племінного Баварського герцогства, утримуваного династією комітів Отакарів, яка з 1056 року також правила сусідньою Штирійською маркою. У той час як більша частина Траунгау відійшла до Бабенберзького
Австрійського герцогства після усунення баварського герцога Генріха Лева в 1180 році, південно-східна частина Ауссеерланду залишилася в новоствореному Штирійському герцогстві, яке, тим не менш, з 1192 року перебувало в особистій унії з австрійськими Бабенбергами.
З середини XV століття район соляних шахт — у власності роду Габсбургів, сама ж назва Зальцкаммерґут вперше згадується 1656 року. У XVIII — XIX століттях австрійська держава підтримувала прибуткову соляну монополію, постійно прирізаючи до Зальцкаммергута нові лісові угіддя — солеварні потребували пального.
Соляні копальні були безпосереднім володінням римського короля Габсбургів та були частиною його князівських регалій. Соляні копальні перебували у віданні фінансової авлічної палати у Відні, представленої соляною палатою (Salzamt) у Гмундені, заснованою у 15 столітті. Указом імператриці Марії Терезії від 22 травня 1745 року Зальцкамера в Гмундені була перетворена в Salzoberamt.
Термін Salzkammergut датується цим періодом, протягом якого Gmunden Salzoberamt був адміністративним центром усіх соляних шахт у регіоні, з підлеглими офісами в Ішлі, Ебензе-ам-Траунзе, Штадлі, Ламбаху, Вельсі, Ціцлау, Енгагені, Маутхаузені та Лінці. Salzämter були розпущені у 19 столітті. Імператор Франц Йосиф I у 1850 році перетворив Gmunden Salzoberamt на k.k. Salinen- und Forstdirektion, попередник сучасної Salinen Austria AG (Акціонерне товариство з 1979 року, повністю приватизована в 1997 році).
Сучасні межі області встановились тільки в середині XX століття.

## Економіка
За часів імператора Франца Йосифа I район Зальцкаммергут був осередком культурного життя. Імператор проводив свої літні канікули в Бад-Ішлі на Кайзервіллі, з якої він керував своєю імперією в теплі місяці. Тут же він підписав оголошення війни Сербії, що поклало початок Першій світовій війні.
Соледобувна промисловість є тезкою регіону, але сьогодні вона є відносно незначним внеском у місцеву економіку. Деревообробна промисловість зараз більш важлива. Промислові об’єкти включають Ебензее, Гмунден, Лаакірхен та Штайрермюль. Зальцкаммергут також отримує прибуток від традицій малих підприємств і торгових компаній, багато з яких виникли завдяки видобутку солі.
Рівень безробіття становив приблизно 4,8% у 2005 році, порівняно із загальним показником 7,3% для Австрії.
Відома вузькоколійна залізниця Salzkammergut-Lokalbahn раніше пролягала від Зальцбурга до Бад-Ішля, але її закрили в 1957 році. Через регіон продовжує пролягати залізниця стандартної колії, а також зубчаста залізниця Шафбергбан у Санкт-Вольфганзі.
Рекреаційні можливості становлять плавання та водні види спорту на багатьох озерах, альпінізм, їзда на велосипеді та верховій їзді, зимові види спорту та культурні заходи. Репутацією рекреаційної зони регіон завдячує не лише своєму ландшафту та клімату, а й численним спа. Незважаючи на свій вік, він залишається головним туристичним районом.
Із 2002 року туристичний регіон продає себе через Salzkammergut Tourismus-Marketing GMBF, (salzkammergut.at), холдингова компанія у 54 муніципалітетах Зальцкаммергуту, які мають право використовувати назву «Зальцкаммергут» як бренд відповідно до правил туризму трьох провінцій.

## Світова спадщина ЮНЕСКО
У 1997 році ЮНЕСКО внесло «Культурний ландшафт Гальштат-Дахштайн/Зальцкаммергут» у список Всесвітньої спадщини з описом
«Діяльність людини в чудовому природному ландшафті Зальцкаммергута почалася в доісторичні часи, а поклади солі розроблялися ще в 2-му тисячолітті до нашої ери. Цей ресурс був основою процвітання регіону до середини 20 століття, процвітання, яке відображено в чудовій архітектурі міста Гальштат».
Визначена територія була визначена на площі 284 квадратних кілометрів з «буферною зоною» ще 200 квадратних кілометрів. Основна зона включає міста Гальштат, Обертраун, Гозау та Бад-Гойзерн.
Цей сайт є основою міждисциплінарних досліджень і допомагає зрозуміти соціоекологічні системи та те, як вони можуть допомогти у вирішенні майбутніх викликів і ролі, яку археологи можуть відігравати в спілкуванні та взаємодії зі зміною клімату та її наслідками.
| Земля          | Заповідна зона | Буферна зона |
| -------------- | -------------- | ------------ |
| Верхня Австрія | 233.90 km2     | 54.80 km2    |
| Штирія         | 50.55 km2      | 119.62 km2   |
| Зальцбург      | –              | 25.71 km2    |
| Усього         | 284.46 km2     | 200.13 km2   |

## Озера й міста

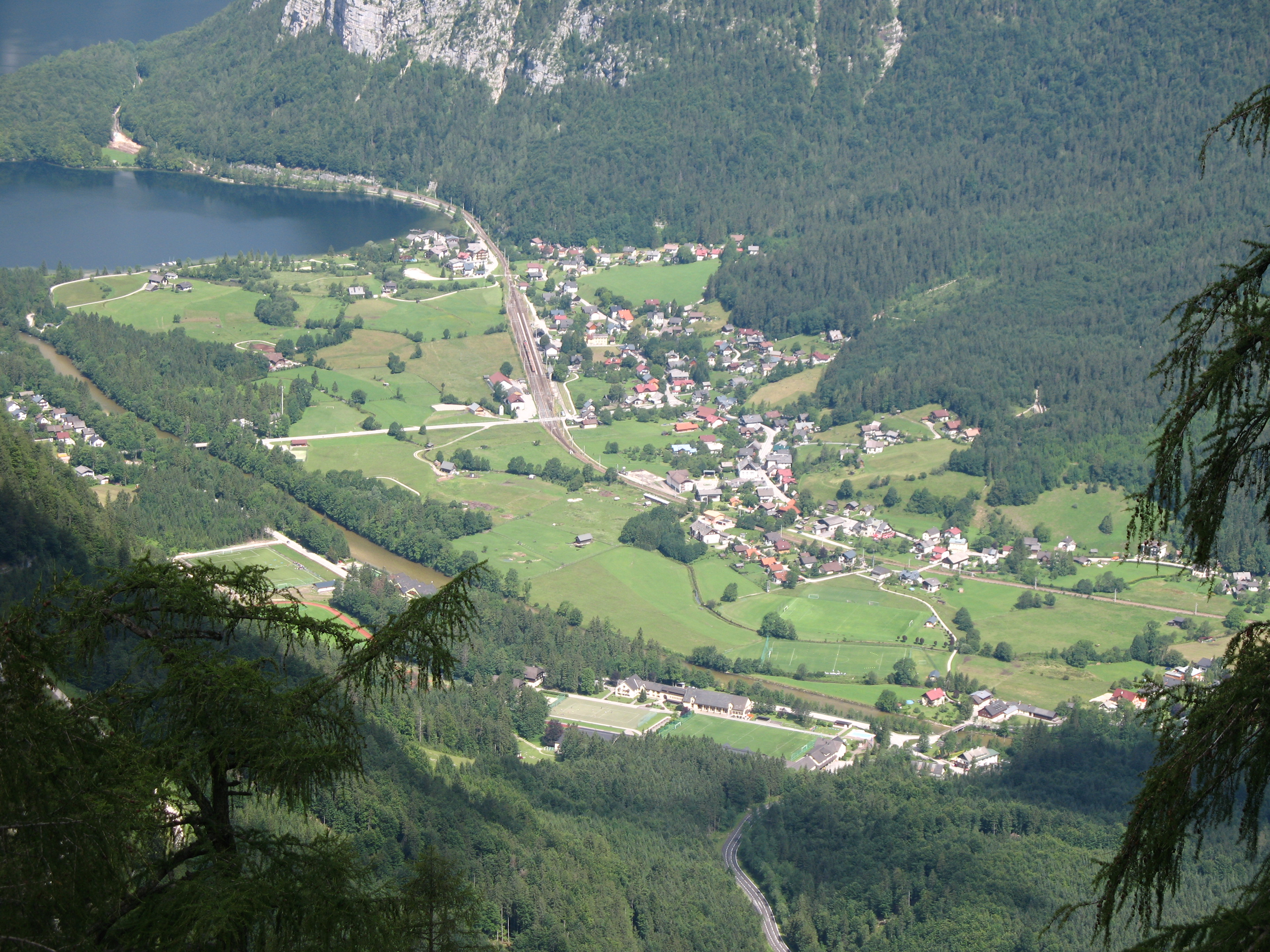
Обертраун, вид із висоти Хое Дахштайн

До складу Зальцкаммергута входить десять районів:
- Аусзеерланд (штирійська частина Зальцкаммерґута) з центром Бад-Ауззее
- Вольфгангзее
- Внутрішній Зальцкаммерґут із містами Гальштат, Бад Гойзерн, Обертраун
- Траунзее
- Аттерзее
- Бад-Ішль
- Мондзее
- Фуксзее
- Аттергау
- Альмталь